# Epiktet (malarz)
Epiktet (stgr.  Ἐπίκτητος) – starożytny grecki malarz wazowy przełomu VI i V wieku p.n.e., przedstawiciel stylu czerwonofigurowego w okresie archaicznym.

## Życiorys
Tworzył w Atenach w okresie od około 520 do 490 p.n.e. Jego imię można tłumaczyć jako „nowo nabyty”, co sugeruje, że najprawdopodobniej był wyzwoleńcem lub niewolnikiem (jak podobni mu artyści tworzący w starożytnych Atenach. Pracował w wielu warsztatach, między innymi u Hischylosa oraz w pracowni Nikostenesa i Pamfajosa. Obecnie przypisuje mu się autorstwo malowideł na ponad stu dotąd zachowanych wazach zachowanych, z których prawie połowę sygnował swoim imieniem.

## Twórczość
Zaniechawszy wielkich kompozycji historycznych (rzadko podejmowanych), skupił się na wyobrażaniu pojedynczych postaci efebów, niewielkich rozmiarów, malowanych przede wszystkim na kyliksach. Chętnie zdobił wazy wyobrażeniami bankietów, wiążąc wybór tematu z przeznaczeniem naczynia, oraz przedstawieniami młodych atletów. Wdzięk i młode, delikatne sylwetki to charakterystyczne cechy jego twórczości.
Jedną z najsłynniejszych prac Epikteta jest przedstawienie scytyjskiego łucznika, wkomponowane w medalion zdobiący wnętrze kyliksu (obecnie w British Museum).

## Galeria prac Epikteta

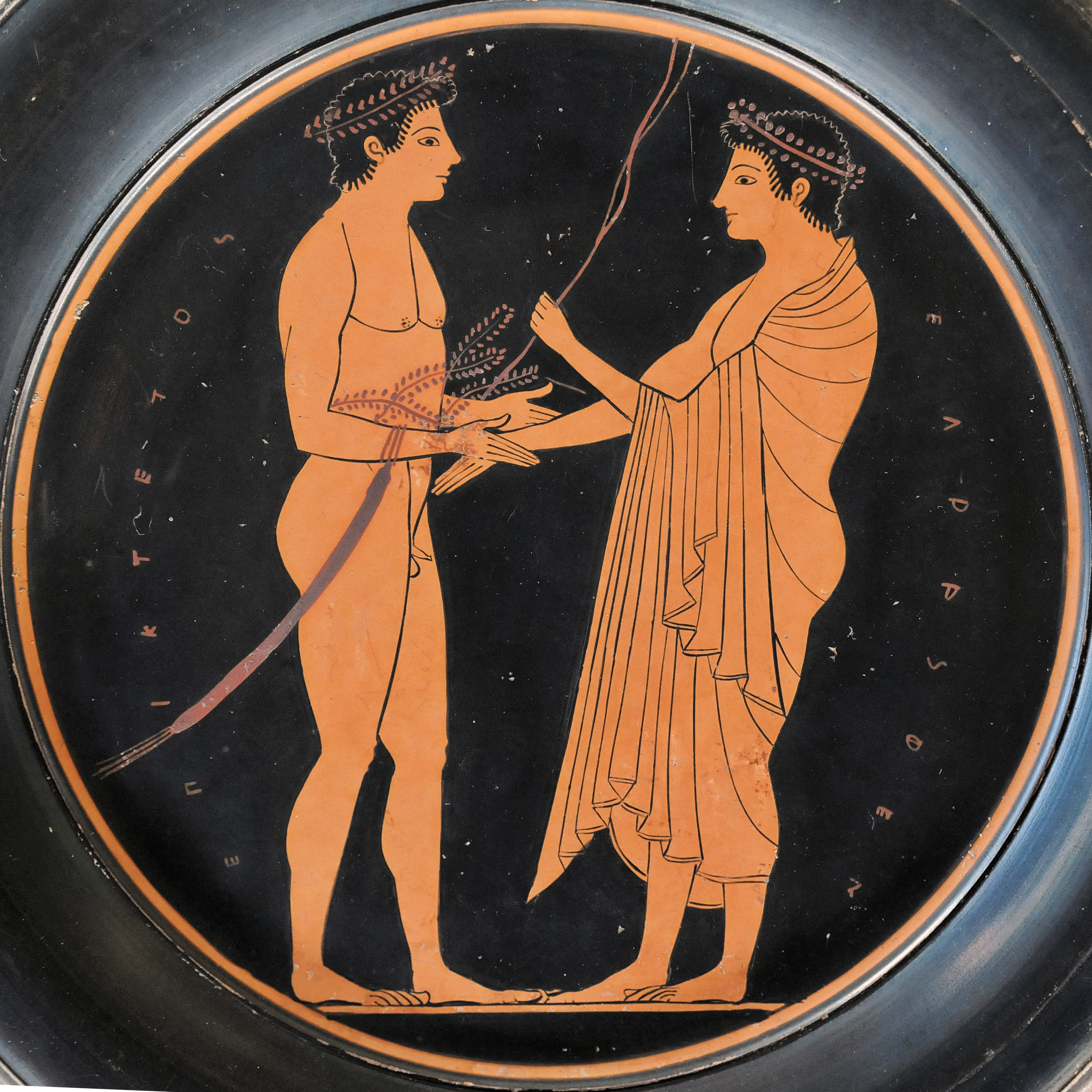
Scena z palestry
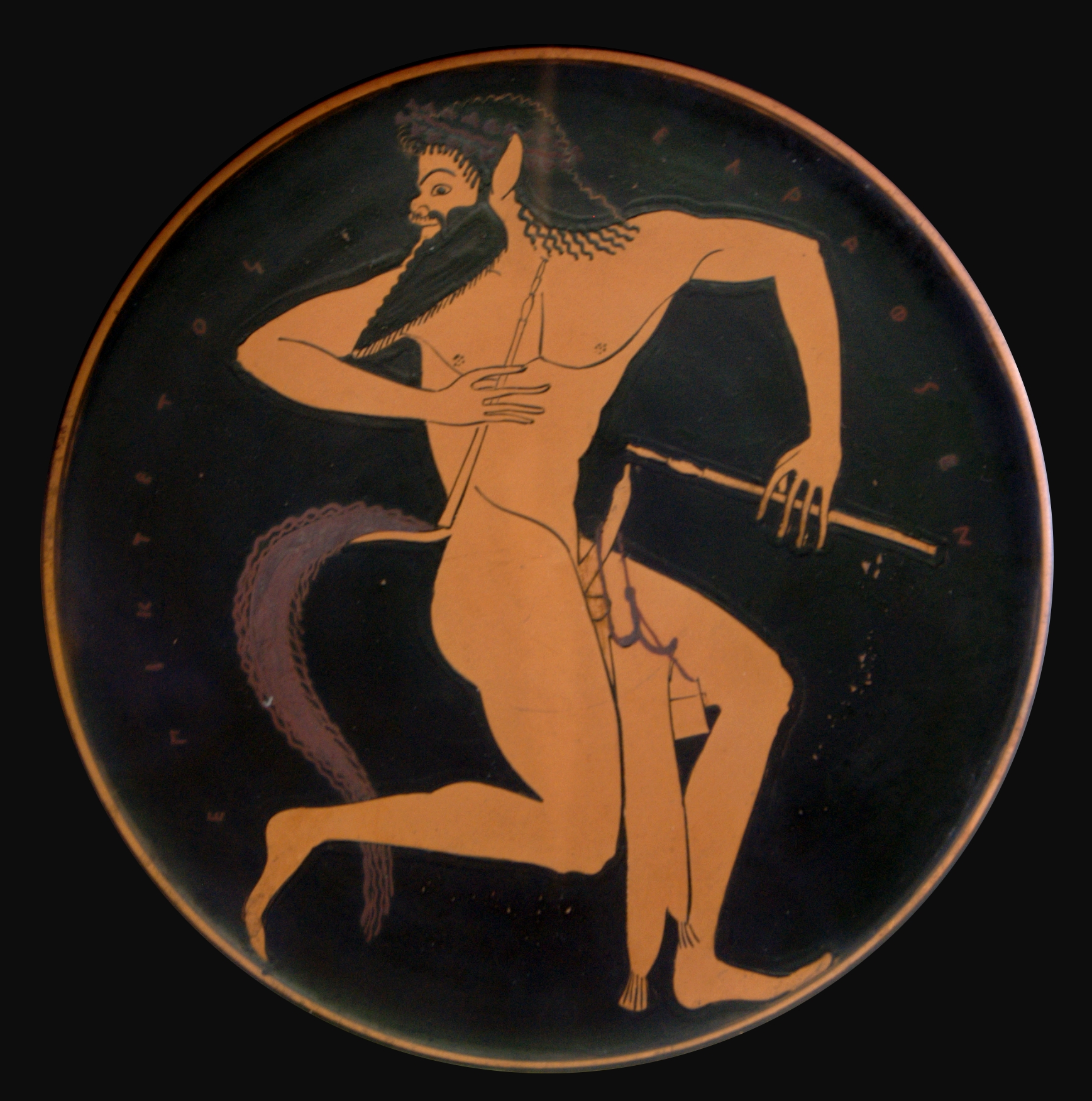
Satyr z fujarkami
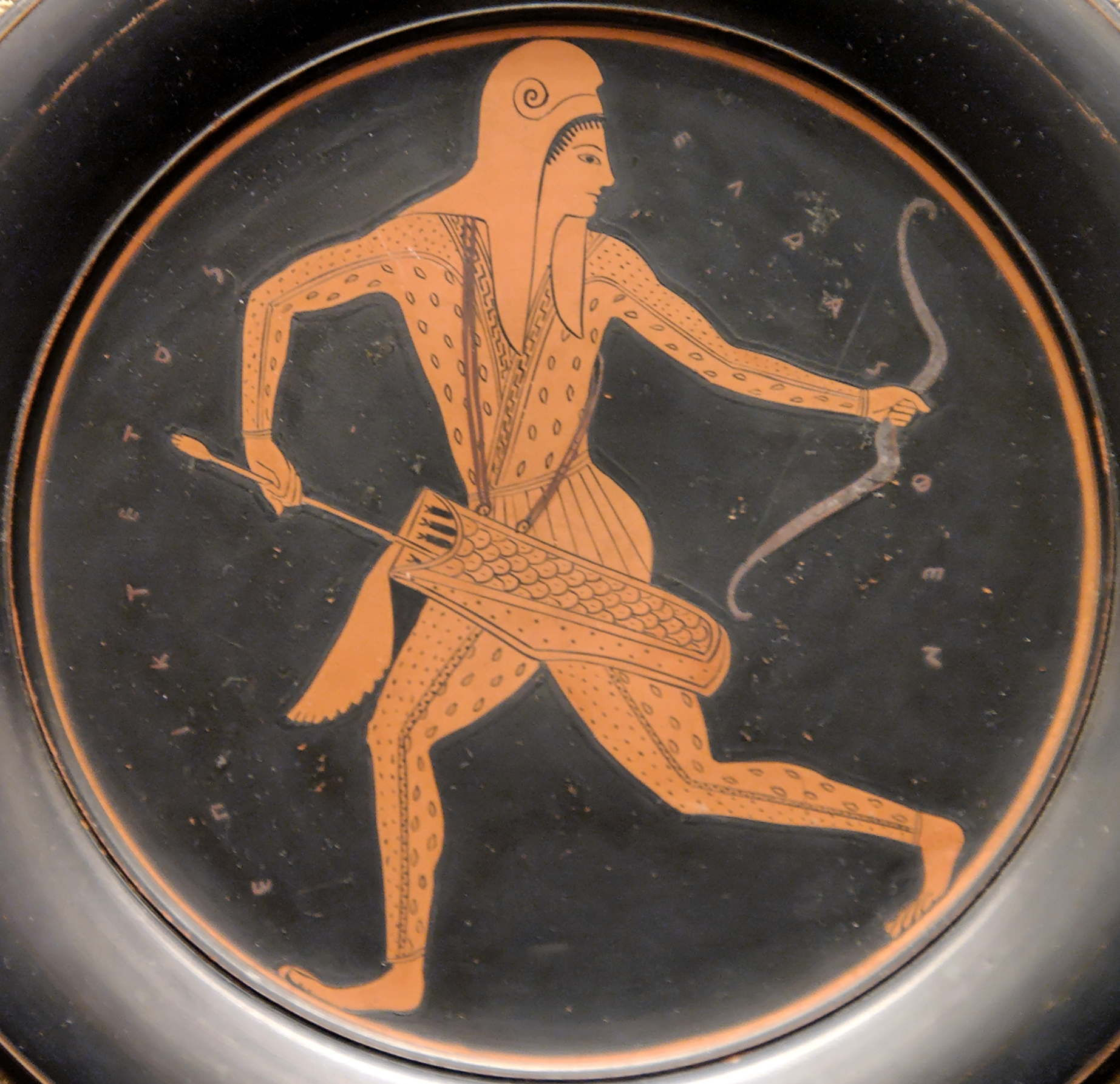
Łucznik scytyjski
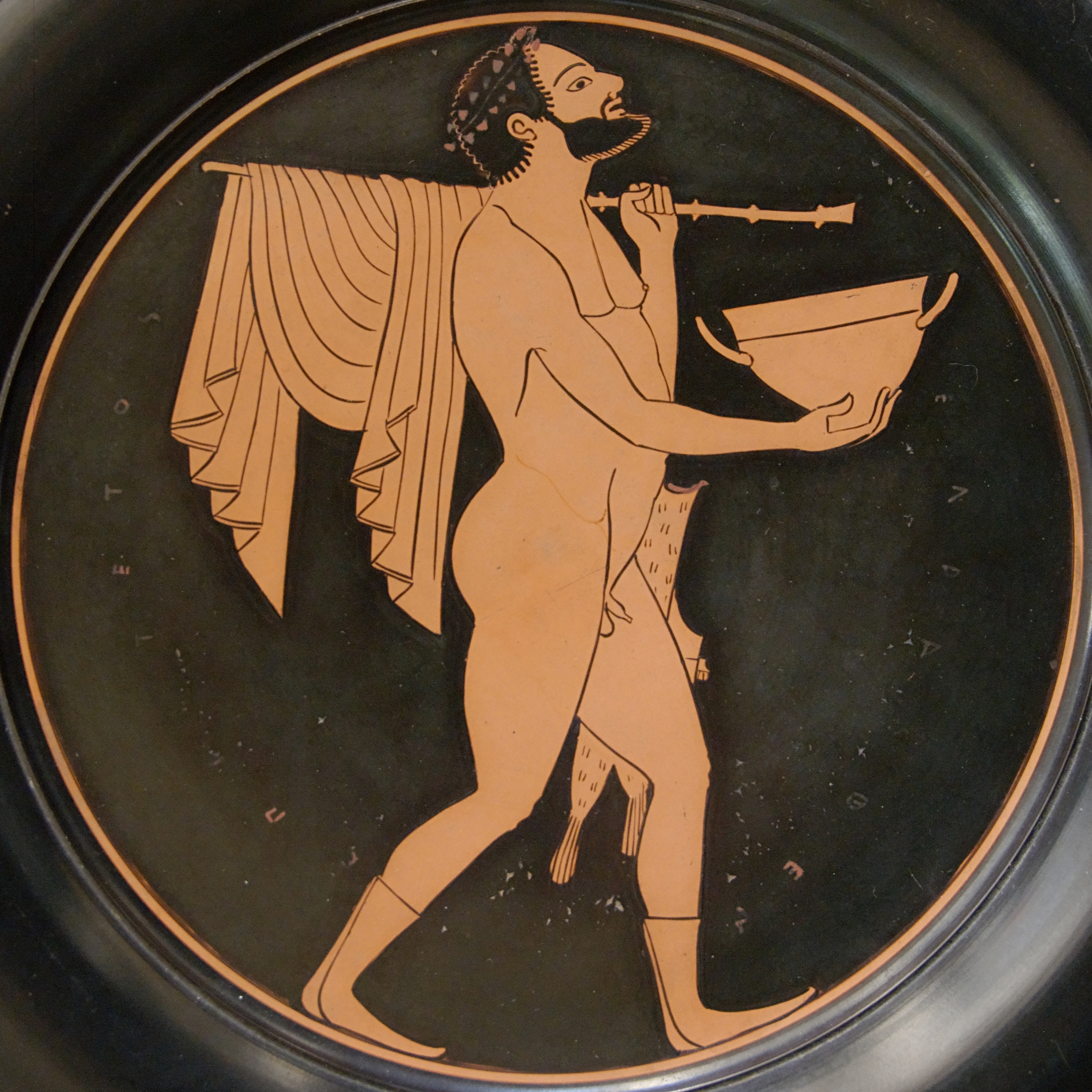